# Spaans kroondomein

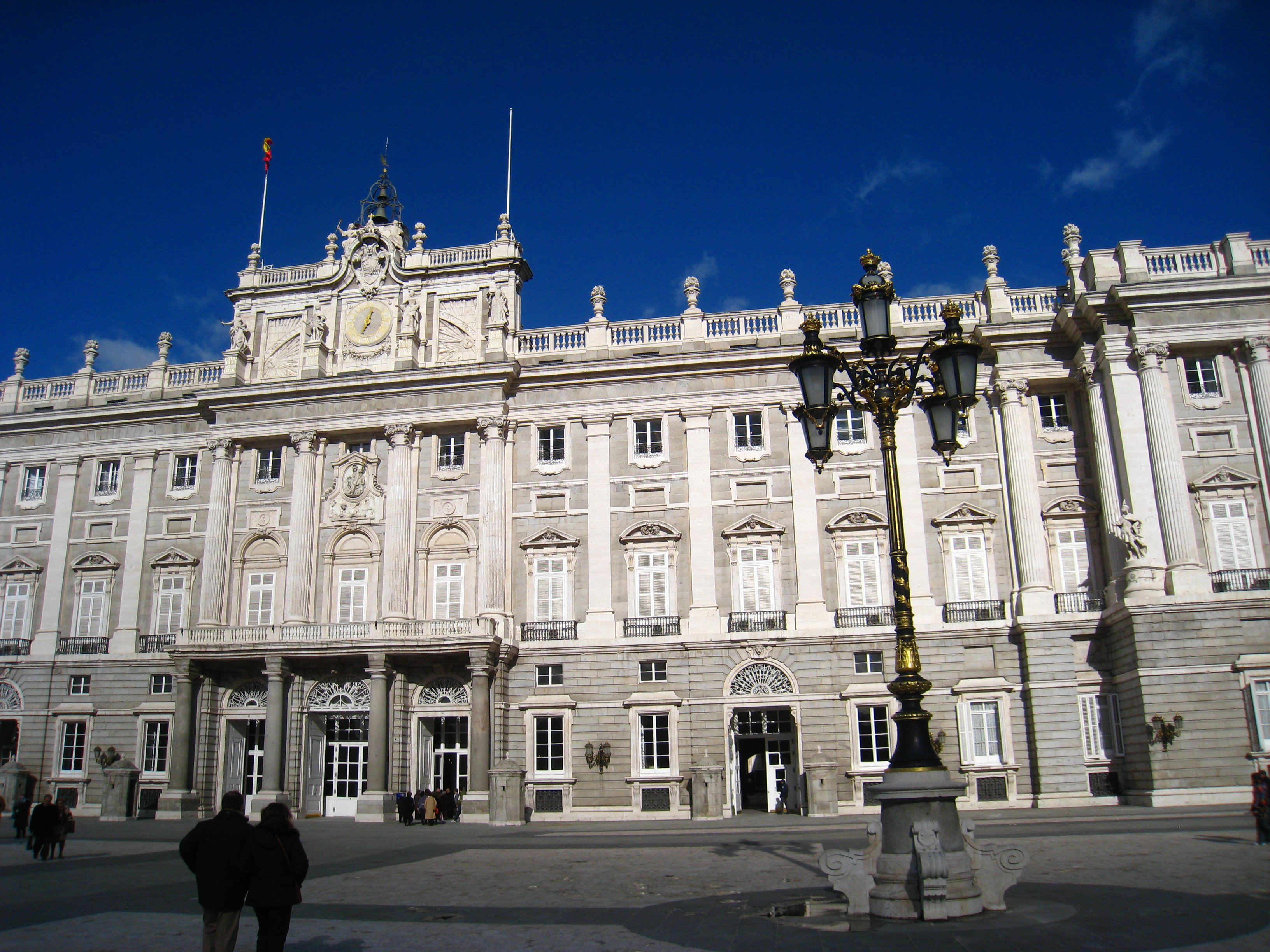
Koninklijk paleis van Madrid

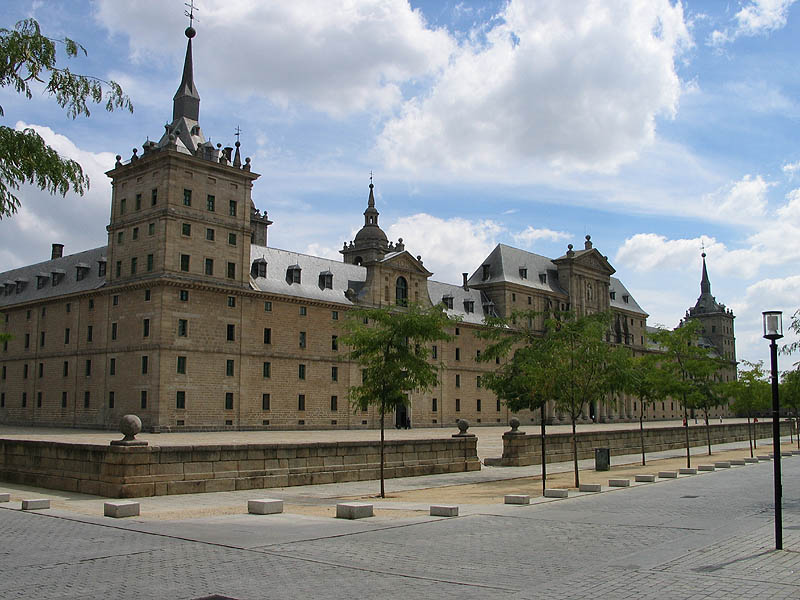
Kon. klooster van San Lorenzo de El Escorial

Het Spaanse Kroondomein (reales sitios) omvat een aantal paleizen en kloosters gebouwd voor en door de Spaanse monarchie. Zij worden beheerd door de dienst van het Patrimonio Nacional (Nationaal erfgoed), een Spaans staatsagentschap. De meeste gebouwen zijn geopend voor het publiek, maar blijven ter beschikking van het Spaanse Hof.
Als de monarch het kroondomein nodig heeft voor een ceremoniële dienst, dan wordt het afgesloten voor bezoekers.
Sinds 2023 zijn verschillende topstukken van het koninklijke Collectie permanent tentoongesteld in de Galerij van de Koninklijke Verzamelingen.

## Spaans koninklijk onroerend erfgoed
Hieronder staat een lijst, zoals vrijgegeven door het Patrimonio Nacional.

### Koninklijke paleizen
- Koninklijk Paleis van Madrid (Madrid) (werkpaleis van de koning)
- Palacio de la Zarzuela (Madrid) (ambstwoning van de koning en de koninklijke familie)
- Real Sitio de San Lorenzo de El Escorial (Koninklijk paleis en klooster van El Escorial (Madrid)
- Koninklijk Paleis van El Pardo (Madrid)
- Koninklijk Paleis van Aranjuez (Madrid)
- Koninklijk Paleis van La Granja de San Ildefonso (Segovia)
- Koninklijk Paleis van Riofrío (Segovia)
- Koninklijk Paleis van la Almudaina (Palma de Mallorca, Illes Balears)

### Koninklijke kloosters
- Monasterio de las Descalzas Reales (Madrid)
- Monasterio de Yuste (Cáceres)
- Real Monasterio de la Encarnación (Madrid)
- Abadía Benedictina de la Santa Cruz del Valle de los Caídos (Madrid)
- Real Monasterio de Santa Clara de Tordesillas (Valladolid)
- Monasterio de Santa María la Real de Huelgas (Burgos)

### Heiligdommen onder koninklijke bescherming
- Panteón de Hombres Ilustres (Madrid)
- Real Convento de San Pascual (Madrid)
- Monasterio de Santa Isabel (Madrid)
- Colegio de Doncellas Nobles (Toledo)

### Andere koninklijke residenties
Deze huidige of historische koninklijke residenties zijn zeer bekend maar zijn niet geregistreerd door het Patrimonio Nacional:
- Reales Alcázares de Sevilla (Koninklijk Paleis van Sevilla) in Sevilla onder de hoede van het Patronato del Real Alcázar de Sevilla.
- Albéniz-paleis (de officiële residentie van de koning in Catalonië) in Barcelona onder de hoede van Generalitat de Catalunya.
- Marivent-paleis (de residentie van de koning in de zomer) in Palma de Mallorca onder de hoede van de regering van de Balearen.
- Koninklijk paleis van Valladolid (Valladolid, Castilië en León)
- Koninklijke residentie La Mareta (Lanzarote, Canarische Eilanden)
- Palacio del Buen Retiro, Madrid - historisch, vernietigd
- San Jeronimo el Real, kerk/klooster, Madrid